# Idäische Grotte

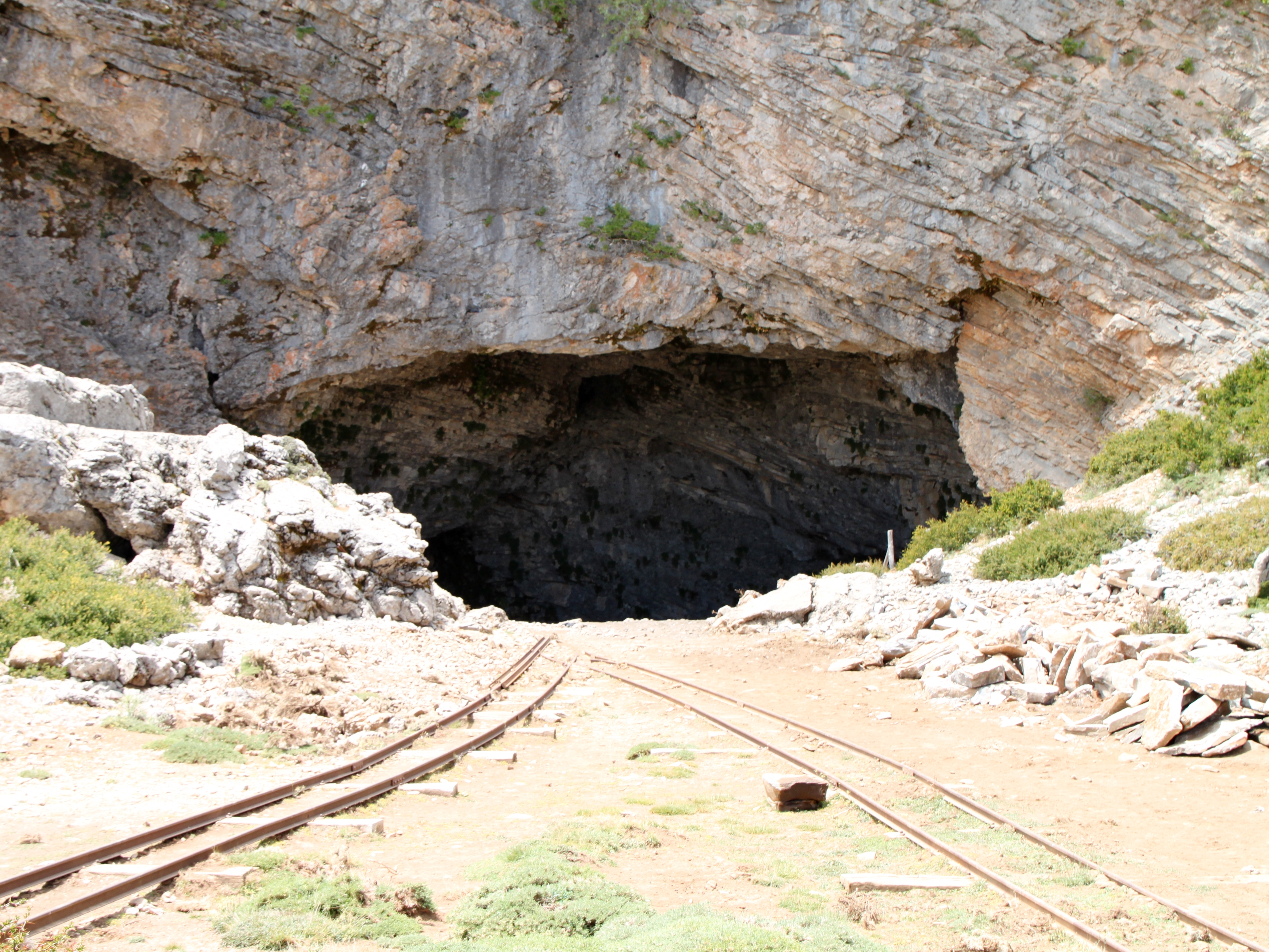
Eingang der Höhle

Die Idäische Grotte (altgriechisch Ἰδαίον Ἄντρον, neugriechisch Ιδαίο Άντρο Ideo Andro) ist eine Höhle im Psiloritis-Massiv (auch Idagebirge genannt) auf der griechischen Insel Kreta. Der auch als „Höhle des Schäfermädchens“ (Spiliara tis Voskopoulas) bezeichnete natürliche Hohlraum liegt in 1495 Metern Höhe am westlichen Rand der Nida-Hochebene in Zentralkreta. Der Höhleneingang befindet sich auf einer Höhe von 1538 Metern.

## Mythologie
Die Idäische Grotte gilt, wie die Diktäische Grotte bei Psychro, als Geburtsort des Zeus Kretagenes. Der Gott Zeus soll dort seine Jugend verbracht und später seinem Sohn Minos, dem mythischen König von Kreta, die Gesetze des Landes übergeben haben.

## Ausgrabungen

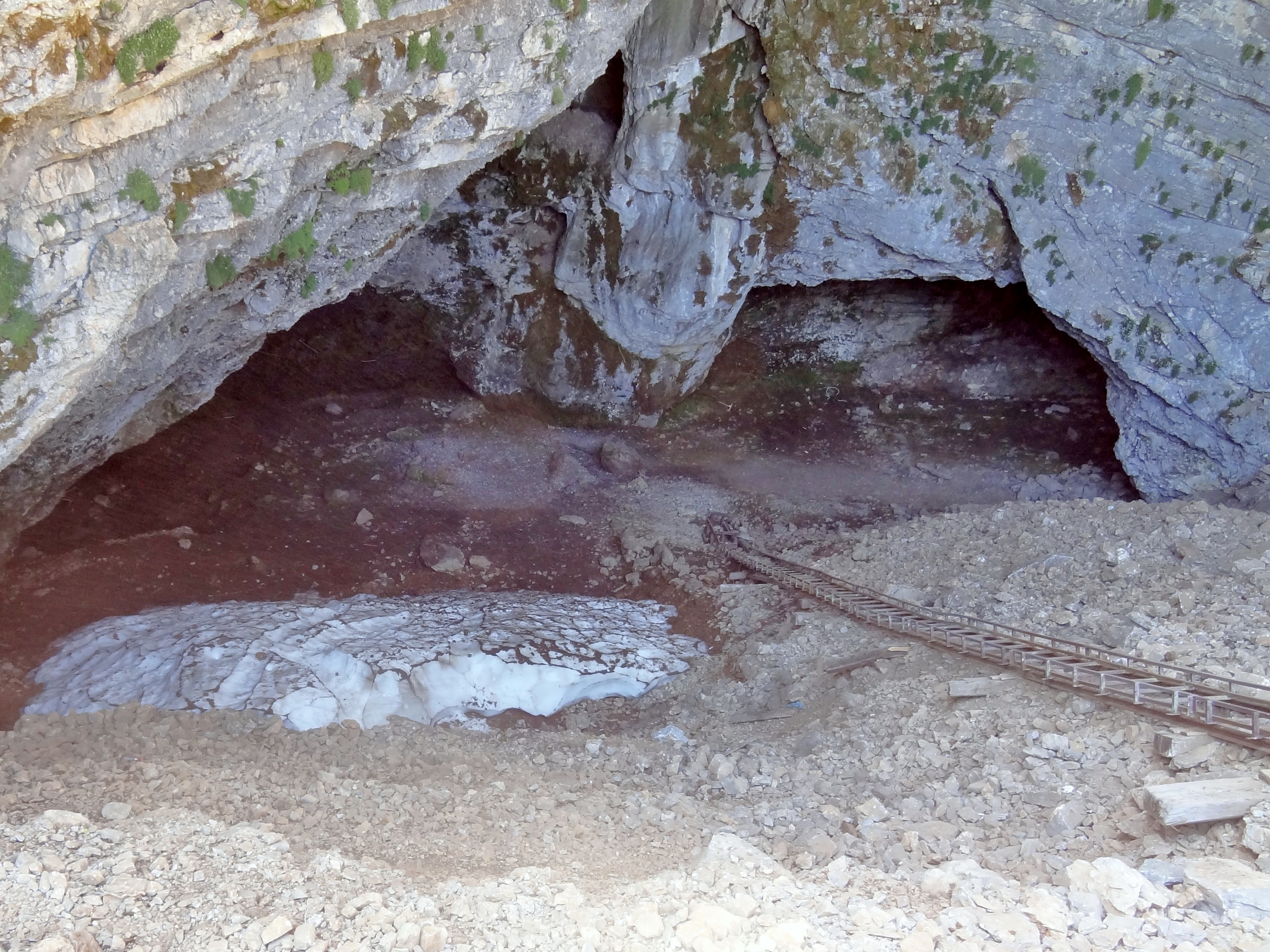
Blick in die Höhle

Erste wissenschaftliche Ausgrabungen erfolgten ab 1885 durch den italienischen Archäologen Federico Halbherr. Die ab 1982 durch Jannis Sakellarakis und Katya Mandeli fortgeführten Grabungen erbrachten Funde aus dem Endneolithikum, aber vor allem aus Minoischer Zeit. Durch die Grabungsfunde, darunter zahlreiche Bronzevotive, konnte der kultische Charakter der Höhle belegt werden. Der Kult wurde auch in archaischer, klassischer und römischer Zeit fortgeführt. Unter den Funden aus dem spätminoischen Schrein waren Weihehörner, die Anna Lucia D’Agata mit vergleichbaren Funden aus Agia Triada in Verbindung bringt.
Seit 2006 führt Peter Day von der Universität Sheffield Dünnschliffuntersuchungen an der endneolithischen Keramik durch, um ihre Herkunft zu bestimmen.

## Touristische Hinweise
Für den Abstieg ins Innere sind Holzbohlen als Treppe in den Fels eingelassen. Im Jahr 2012 wurden Bauarbeiten für einen erleichterten Zugang über eine Felstreppe durchgeführt. Die Idäische Grotte ist eine recht kleine Höhle, der Innenraum ist vom Höhleneingang her vollständig durch das Tageslicht ausgeleuchtet. In manchen Jahren halten sich Schneereste in der Höhle bis in die zweite Jahreshälfte.